# Kroksjön (Hjorteds socken, Småland)
Kroksjön är en sjö i Västerviks kommun i Småland och ingår i Botorpsströmmen-Marströmmens kustområde.